# Kamil Karaš
Kamil Karaš (* 1. března 1991, Stará Ľubovňa) je slovenský fotbalový záložník, od léta 2016 působící v klubu FC Lokomotíva Košice. Mimo Slovensko působil na klubové úrovni v Česku.

## Klubová kariéra
Svoji fotbalovou kariéru začal v Junošport Stará Ľubovňa. V průběhu mládeže zamířil do MFK Košice.

### MFK Košice
V roce 2009 se propracoval do prvního týmu. Během působení v Košicích odehrál ve slovenské nejvyšší soutěži 80 zápasů a vstřelil 3 branky.

### SK Sigma Olomouc
V červenci 2013 podepsal dvouletou smlouvu s moravským klubem SK Sigma Olomouc. Mužstvo se stalo jeho prvním zahraničním angažma. V 1. české lize debutoval 10. srpna 2013 proti FK Teplice (2:2), kde nastoupil v samotném závěru. První ligové góly si připsal 15. září 2013, kdy dvakrát skóroval v líbivém zápase proti Vysočině Jihlava. Olomouc dokázala zvrátit nepříznivý stav na konečných 4:3. Sezona 2013/14 však dopadla neslavně, se Sigmou zažil sestup do druhé české ligy. Za tým nastoupil k 9 zápasům, ve kterých vstřelil 2 branky.

### FO ŽP Šport Podbrezová
V létě 2014 se vrátil na Slovensko, posílil kádr nováčka Fortuna ligy, tým FO ŽP ŠPORT Podbrezová. Během půl roku nastoupil k 9 ligovým střetnutím, ve kterých se gólově neprosadil.

### FC ViOn Zlaté Moravce
V zimním přestupovém období ročníku 2014/15 zamířil do FC ViOn Zlaté Moravce.

### FC VSS Košice
V létě 2015 podepsal roční smlouvu s FC VSS Košice (dříve klub nosil název MFK Košice).

### FC Lokomotíva Košice
Na konci letního přestupového období roku 2016 přestoupil z FC VSS do týmu rivala, FC Lokomotíva Košice.

## Reprezentační kariéra
Karaš nastupoval za mládežnické reprezentační výběry Slovenska. Figuroval v kádru slovenského reprezentačního výběru U21 vedeného trenérem Ivanem Galádem v kvalifikaci na Mistrovství Evropy hráčů do 21 let 2013 v Izraeli, ve které se Slovensko probojovalo do baráže proti Nizozemsku, avšak oba barážové zápasy prohrálo shodným výsledkem 0:2.